# کارلین دیرکس فان ده هیفول
کارلین دیرکس فان ده هیفول (انگلیسی: Carlien Dirkse van den Heuvel؛ زادهٔ ۱۶ آوریل ۱۹۸۷) بازیکن هاکی روی چمن اهل هلند است.